# Мормуарон
Мормуаро́н (фр. Mormoiron) — коммуна во французском департаменте Воклюз региона Прованс — Альпы — Лазурный Берег. Является административным центром одноимённого кантона.	

## Географическое положение
Мормуарон расположен в 33 км к северо-востоку от Авиньона и в 12 км к востоку от Карпантра. Соседние коммуны: Флассан на северо-востоке, Виль-сюр-Озон на юго-востоке, Бловак на юге, Мазан на западе, Моден и Сен-Пьер-де-Вассоль на еверо-западе.
Мормуазон находится недалеко от Нескского ущелья и окружён виноградниками.

## Гидрография
В Мормуароне имеются Мормуаронский пруд и водохранилище Солетт. В окрестностях коммуны протекает Озон.

## Демография
Население коммуны на 2010 год составляло 1927 человек.
| 1962 | 1968 | 1975 | 1982 | 1990 | 1999 | 2010 |
| ---- | ---- | ---- | ---- | ---- | ---- | ---- |
| 956  | 997  | 1018 | 1070 | 1264 | 1562 | 1927 |

## Достопримечательности
- Дома XVI века.
- Церковь Сен-Лоран

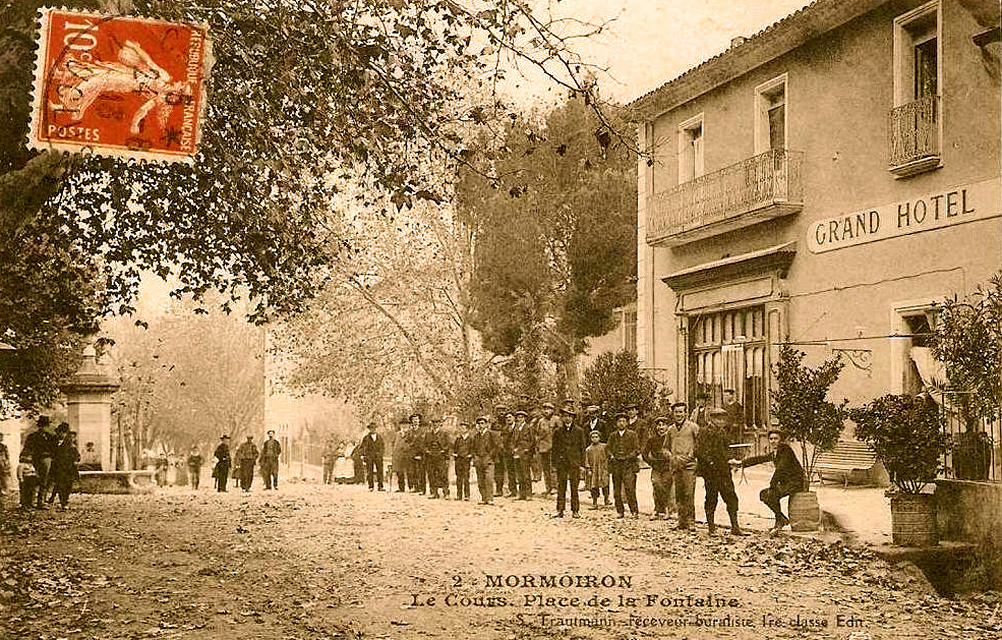
Плас-де-ла-Фонтен (начало XX века).

- Часовня Нотр-Дам-дез-Анж, XVI век.
- Пруд Мормуарана.